# Esercito kirghiso
Le Forze terrestri kirghise comunemente conosciute come Esercito Kirghiso sono la branca di forza terrestre delle Forze armate del Kirghizistan.

## Storia
nell'aprile 1992 il Kirghizistan formò un comitato statale per gli affari della difesa e nel giugno dello stesso anno la repubblica prese il controllo di tutte le forze militari sul suo territorio (rimanenti forze sovietiche stazionate in Kirghizistan). Nel 1994 il 30% del corpo ufficiali kirghiso era di origine russa, e il suo primo comandante fu il generale Valentin Luk,janov di origine ucraina. Il 25 gennaio 2017 il presidente Almazbek Atambaev istituì ufficialmente l'Esercito kirghiso con il colonnello Erlis Terdikbaev come suo primo comandante.

## Struttura
le forze terrestri sono divise in due comandi militari, i gruppi di forze settentrionale e meridionale

### Gruppo di forze settentrionale
- 8ª Divisione fucilieri motorizzata della guardia "Panfilov" (Tokmok)
- 2ª Brigata fucilieri motorizzata della guardia "Frunze" (Koy-Tash)
- Reggimento corazzato indipendente
- Battaglioni di mitragliatrici (Karakol)
- Battaglioni di artiglieria (Naryn)
- Battaglione ingegnere
- Battaglione di segnalazione
- 25ª Brigata forze speciali "Scorpione" (Tokmok)
- Brigata di artiglieria
- Brigata Balykchynsky
- Unità specializzate

### Gruppo di forze meridionale
- 68ª Brigata fucilieri di montagna indipendente (Oš)[7]
- Battaglione corazzato (Distretto di Ala-Buka)
- Battaglione di artiglieria e mitragliatrici
- Battaglione di fucilieri di montagna "Batken"
- 24ª Brigata per scopi speciali indipendente "Ilbirs" (Leopardo delle Nevi) (Kök-Janggak)[8][9][6][10][11]
- Battaglione di ricognizione
- Reggimento di artiglieria contraerea
- parti e suddivisioni di supporto, protezione chimica ecc.